# Jean-Marc Casé
Jean-Marc Casé (31 marzo 1978) è un ex calciatore francese neocaledoniano, di ruolo difensore.

## Caratteristiche tecniche
Era un terzino destro.

## Carriera

### Nazionale
Ha debuttato in Nazionale il 9 marzo 2002, in Nuova Caledonia-Samoa Americane (10-0), gara in cui ha siglato la rete del momentaneo 1-0 al minuto 10. Ha partecipato, con la Nazionale, alla Coppa d'Oceania 2002. Ha collezionato in totale, con la maglia della Nazionale, 9 presenze e una rete.

## Palmarès

### Club

#### Competizioni nazionali
- Campionato neocaledoniano di calcio: 3

Le Mons-Dore: 2002, 2005-2006, 2010